# August Karol Diehl

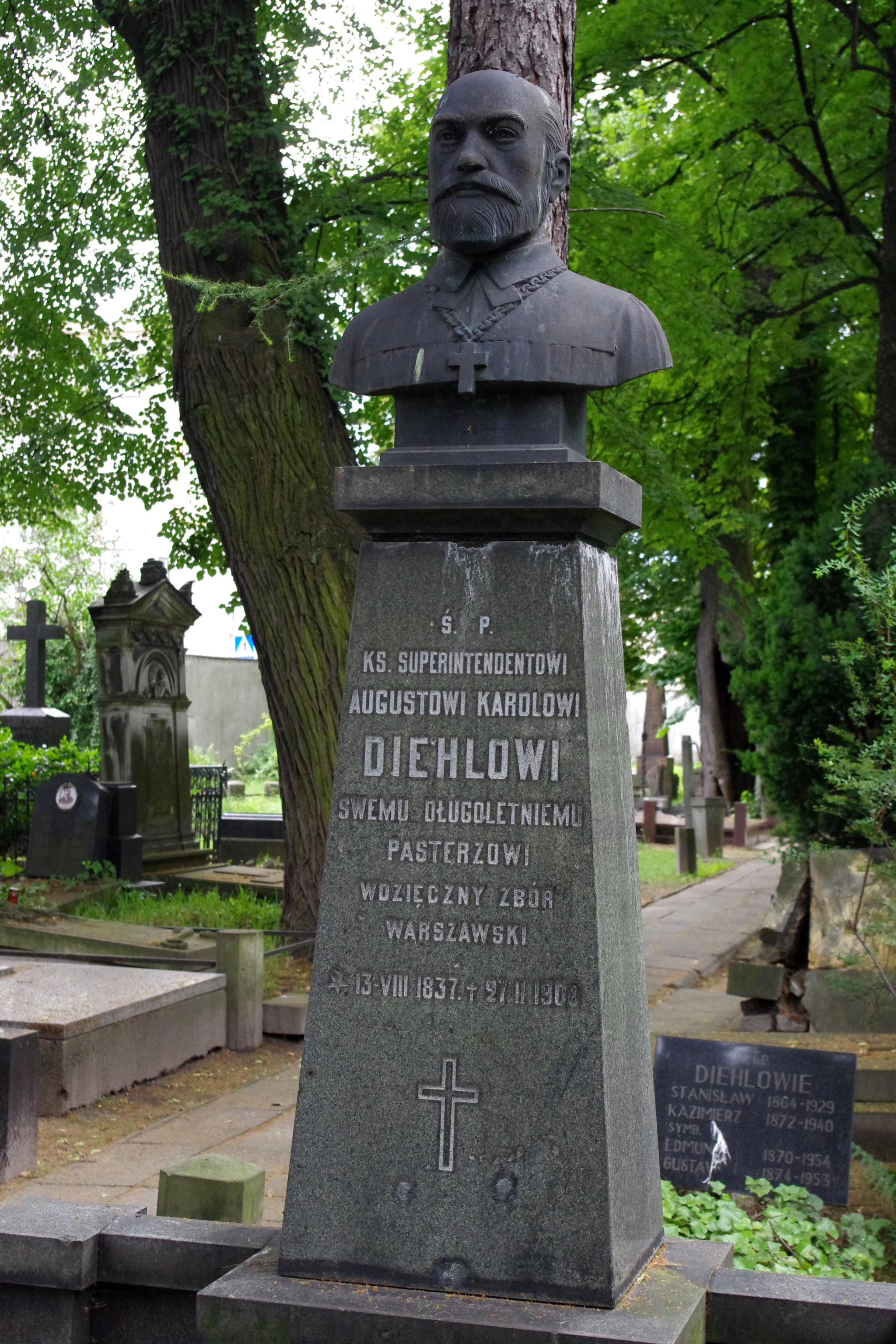
Grób Augusta Karola Diehla na cmentarzu reformowanym przy ul. Żytniej w Warszawie

August Karol Diehl (ur. 13 sierpnia 1837 w Warszawie, zm. 27 lutego 1908 tamże) – polski duchowny ewangelicko-reformowany, biblista, wydawca, superintendent generalny Kościoła Ewangelicko-Reformowanego w RP w latach 1879–1908.
Był synem kupca Augustyna Diehla i Christiany Wilhelminy z Hummlów. Rodzice pochodzili z Leszna, z kalwińskich rodzin. Jego stryjecznym dziadkiem był pastor Karol Diehl (1765-1831), również superintendent Kościoła Ewangelicko-Reformowanego w Królestwie Polskim.
Po ordynacji w 1860 r. został wikariuszem w parafii kalwńskiej w Warszawie, a od 1861 był proboszczem parafii ewangelicko-reformowanej w Lublinie. W 1879 roku po śmierci Józefa Spleszyńskiego, został wybrany I proboszczem parafii kalwińskiej w Warszawie oraz superintendentem generalnym tzw. Jednoty Warszawskiej. Był członkiem komisji do spraw tłumaczenia Nowego Testamentu, sam dokonał własnego przekładu i wydał Katechizm Heidelberski. Doprowadził do końca budowę kościoła ewangelicko-reformowanego w Warszawie.
Jego żoną była Anna Maria z Semadenich (1843–1876), starsza siostra przyrodnia pastora Władysława Semadeniego z którą miał siedmioro dzieci. Jedna z córek, Bronisława (1876-1961) została żoną Stefana Skierskiego.  Właściciel księgozbioru przekazanego w 1947 roku do Biblioteki Uniwersyteckiej w Warszawie. Inwentarz księgozbioru znajduje się w zbiorach Gabinetu Rękopisów Biblioteki Uniwersyteckiej w Warszawie. 
Jest pochowany na cmentarzu ewangelicko-reformowanym przy ul. Żytniej w Warszawie (kwatera E-4-7). 